# Karl Feßler
Karl Feßler (* 1931/32 in Bad Waldsee; † 6. August 2010) war ein deutscher Politiker der CDU. Er war der erste Oberbürgermeister von Filderstadt und Vorsitzender der Kommunalreform von 1975 bis 1983.
Feßler studierte Rechts- und Staatswissenschaften und legte in Tübingen sein Examen ab. Er war Mitglied der katholischen Studentenverbindung KStV Alamannia Tübingen im KV. Berufliche Stationen danach waren die Landesversicherungsanstalt, das Oberschulamt Nordwürttemberg sowie das Sozial- und Gesundheitsreferat der Stadt Stuttgart. Am 22. Juni 1975 wurde Feßler im zweiten Wahlgang zum Ersten Bürgermeister gewählt, ab dem 18. Juni 1976 war er der erste Oberbürgermeister von Filderstadt. Im Jahre 1983 verlor er die Oberbürgermeisterwahl gegen Peter Bümlein. Er blieb der Politik treu und war von 1979 bis 1994 im Kreistag vertreten. Ferner arbeitete er als Rechtsanwalt.
Feßler starb im Alter von 78 Jahren nach kurzer schwerer Krankheit.